# Liste des monuments historiques de Chambéry
Ce tableau présente la liste de tous les monuments historiques classés ou inscrits dans la ville de Chambéry, Savoie, en France.

## Liste
| Monument                                     | Adresse                                                        | Coordonnées                      | Notice         | Protection     | Date           | Illustration                                |
| -------------------------------------------- | -------------------------------------------------------------- | -------------------------------- | -------------- | -------------- | -------------- | ------------------------------------------- |
| Cathédrale Saint-François-de-Sales           | Place Métropole                                                | 45° 33′ 55″ nord, 5° 55′ 23″ est | « PA00118223 » | Classé         | 1906           | Cathédrale Saint-François-de-Sales          |
| Les Charmettes                               | 890, chemin des Charmettes                                     | 45° 33′ 12″ nord, 5° 55′ 47″ est | « PA00118240 » | Classé         | 1905           | Les Charmettes                              |
| Château de Boigne                            | Rue Sainte-Rose                                                | 45° 33′ 52″ nord, 5° 56′ 15″ est | « PA00118225 » | Inscrit        | 1982           | Château de Boigne                           |
| Château de Caramagne                         | Rue de Saint-Ombre                                             | 45° 35′ 11″ nord, 5° 54′ 51″ est | « PA00118226 » | Inscrit        | 1963           | Château de Caramagne                        |
| Château des ducs de Savoie                   | Place du Château                                               | 45° 33′ 52″ nord, 5° 55′ 04″ est | « PA00118227 » | Classé         | 1881 1900 1960 | Château des ducs de Savoie                  |
| Couvent de la Visitation                     | Rue Burdin                                                     | 45° 34′ 20″ nord, 5° 55′ 24″ est | « PA00118228 » | Inscrit        | 1946           | Couvent de la Visitation                    |
| Croix des Brigands                           | Faubourg Maché Chemin de Montjay                               | 45° 33′ 51″ nord, 5° 54′ 38″ est | « PA00118229 » | Inscrit        | 1942           | Croix des Brigands                          |
| Domaine de Vidonne                           | 7, avenue de la Grande-Chartreuse                              | 45° 33′ 42″ nord, 5° 55′ 44″ est | « PA00118330 » | Inscrit Classé | 1991 1993      | Domaine de Vidonne                          |
| Église de Lémenc                             | Place de la Tour du Prince                                     | 45° 34′ 21″ nord, 5° 55′ 28″ est | « PA00118230 » | Classé Inscrit | 1900 1966      | Église de Lémenc                            |
| Église Notre-Dame                            | Rue Saint-Antoine                                              | 45° 34′ 03″ nord, 5° 55′ 15″ est | « PA00118231 » | Classé         | 1996           | Église Notre-Dame                           |
| Fontaine des deux Bourneaux                  | Faubourg Mâché                                                 | 45° 33′ 54″ nord, 5° 54′ 53″ est | « PA00118232 » | Inscrit        | 1943           | Fontaine des deux Bourneaux                 |
| Fontaine des éléphants                       | Place des Éléphants                                            | 45° 34′ 00″ nord, 5° 55′ 22″ est | « PA00118233 » | Classé         | 1982           | Fontaine des éléphants                      |
| Hôtel du Bourget                             | 11, rue Métropole 60, place Saint-Léger                        | 45° 33′ 52″ nord, 5° 55′ 17″ est | « PA00118320 » | Inscrit        | 1989           | Hôtel du Bourget                            |
| Hôtel de Chateauneuf                         | 13 à 25, rue Croix-d'Or                                        | 45° 33′ 54″ nord, 5° 55′ 26″ est | « PA00118234 » | Inscrit        | 1943           | Hôtel de Chateauneuf                        |
| Hôtel des Douanes                            | Place du Palais de Justice                                     | 45° 34′ 05″ nord, 5° 55′ 06″ est | « PA00118236 » | Inscrit        | 1948           | Hôtel des Douanes                           |
| Hôtel des Marches                            | 1, rue Croix-d'Or                                              | 45° 33′ 53″ nord, 5° 55′ 26″ est | « PA00118237 » | Inscrit        | 1950           | Hôtel des Marches                           |
| Hôtel de Montjoie                            | 143, 145, place Saint-Léger                                    | 45° 33′ 53″ nord, 5° 55′ 14″ est | « PA00118238 » | Classé         | 1984           | Hôtel de Montjoie                           |
| Hôtel-Dieu                                   | Place du Docteur François Chiron                               | 45° 33′ 53″ nord, 5° 54′ 37″ est | « PA00118235 » | Classé         | 1900           | Hôtel-Dieu                                  |
| Immeuble (hôtel Dieulefis)                   | 64, 66, place Saint-Léger (anciens numéros)                    | 45° 33′ 51″ nord, 5° 55′ 16″ est | « PA00118239 » | Inscrit        | 1946           | Immeuble (hôtel Dieulefis)                  |
| Lycée Vaugelas                               | Square Jules-Daisay                                            | 45° 34′ 03″ nord, 5° 55′ 05″ est | « PA00118224 » | Classé Inscrit | 1950 1995      | Lycée Vaugelas                              |
| Musée savoisien ancien palais archiépiscopal | Square Lannoy de Bissy                                         | 45° 33′ 55″ nord, 5° 55′ 22″ est | « PA00118222 » | Classé         | 1911           | Musée savoisienancien palais archiépiscopal |
| Palais de justice                            | Place du Palais de Justice                                     | 45° 34′ 07″ nord, 5° 55′ 06″ est | « PA00118241 » | Inscrit        | 1984           | Palais de justice                           |
| Pâtisserie Le Fidèle Berger                  | 15, rue de Boigne                                              | 45° 33′ 56″ nord, 5° 55′ 15″ est | « PA73000007 » | Inscrit        | 2004           | Pâtisserie Le Fidèle Berger                 |
| Rotonde ferroviaire                          | Chemin de la Rotonde                                           | 45° 34′ 38″ nord, 5° 54′ 59″ est | « PA00118242 » | Inscrit        | 1984           | Rotonde ferroviaire                         |
| Théâtre Charles-Dullin                       | Place du Théâtre Rue Ducis Rue du Théâtre Boulevard du Théâtre | 45° 33′ 55″ nord, 5° 55′ 27″ est | « PA00118243 » | Inscrit Classé | 1984 1986      | Théâtre Charles-Dullin                      |